# Chlordane
Le chlordane est un insecticide organochloré non systémique (non absorbé par
la plante). 
Le chlordane est connu pour faire partie de la dirty dozen ou douzaine de polluants majeurs à l'échelle mondiale, selon la Convention de Stockholm, et a été interdit dans l'Union européenne depuis 1981 et aux États-Unis en 1983.

## Toxicité
Du fait de leurs propriétés lipophiles et de leur persistance dans l’environnement, le chlordane et les composés apparentés présentent une bioaccumulation et une bioamplification au long de la chaîne alimentaire.
L’exposition actuelle au chlordane via l’alimentation est de l’ordre du ng/kg de
poids corporel par jour.
En 2009 seule la Chine est autorisée à produire au maximum 500 tonnes de chlordane pour usage termiticide dans les habitations.